# ماریوش بنوآ
ماریوش بنوآ (لهستانی: Mariusz Benoit؛ زادهٔ ۲۳ نوامبر ۱۹۵۰) بازیگر اهل لهستان است.
از فیلم‌ها یا مجموعه‌های تلویزیونی که وی در آن‌ها نقش داشته‌است، می‌توان به جادوگر جوان، قمار فوتبال، مرگ همچون یک تکه نان، دوران پیمان‌شکنی، ۸۰ میلیون، مرشد و مارگاریتا، رانندگان جایگزین، گا، گا، درود بر قهرمانان، او-بی، او-با: پایان تمدن و المپیک ۴۰ اشاره نمود.